# Roy Atwell
John Leroy „Roy“ Atwell (* 2. Mai 1878 in Syracuse, New York; † 6. Februar 1962 in New York City) war ein US-amerikanischer Schauspieler. Bekannt wurde er vor allem für die Darstellung von stotternden Figuren  wie z. B. Chef aus dem Disney-Film Schneewittchen und die sieben Zwerge.

## Leben und Karriere
Roy Atwell wurde an der Sargent School of Acting unterrichtet und spielte von 1914 bis 1917 in 34 Filmen mit. 1937 lieh er Chef aus dem Disney-Film Schneewittchen und die sieben Zwerge seine Stimme. Neben seiner Arbeit als Filmschauspieler war Atwell am  Broadway tätig. Er war Mitglied der San Carlo Opera Company und trat 1957 der ASCAP bei. Auch komponierte er das beliebte Lied Some Little Bug is Going to Find You. 
Atwell war dreimal verheiratet. Er war ein direkter Nachfahre eines Revolutionärs aus dem amerikanischen Unabhängigkeitskrieg, welcher Land auf einem Militärgelände in New York City kaufte und dort ein Haus baute. Zu dem Lied When a Piece of Toast Climbs Your Bedpost with a Cigar schrieb er den Text.
Atwell starb am 6. Februar 1962 im Alter von 83 Jahren in New York City.

## Filmografie (Auswahl)
- 1922: Grand Larceny
- 1922: The Heart Specialist
- 1923: Der Markt der Seelen (Souls for Sale)
- 1926: The Outsider
- 1936: The Harvester
- 1937: Varsity Show
- 1937: Schneewittchen und die sieben Zwerge (Snow White and the Seven Dwarfs, Stimme von Doc)
- 1939: Südsee-Nächte (Honolulu)
- 1942: The Fleet’s In
- 1946: People Are Funny
- 1946: Gentleman Joe Palooka
- 1946: Abie’s Irish Rose
- 1947: Where There’s Life